# アムステルダム・トーナメント
アムステルダム・トーナメント (Amsterdam tournament) は、世界各国のビッグクラブをアムステルダムに招いて、オフシーズンである毎年8月に開催されていたサッカーの国際大会。
アヤックスのスポンサーでもあるABNアムロ社とエイゴン社の共同出資によって開催され、ホストチームのアヤックス他合計4チームによるトーナメントである。
現在のアムステルダム・トーナメントは1999年に始まったが、前身は1975年にアムステルダム市開基700周年を記念して創設されたアムステルダム700トーナメントであり、1992年まで行われた。

## 概要
アムステルダム・トーナメントには4チームが参加するが、そのうち1チームはホストチームのアヤックスである。試合はすべてアムステルダム・アレナで行われ、初日に1回戦、1日休養日を置いて決勝戦と3位決定戦が行われる。ただし1999年と2006年は休養日なしで行われた。
アムステルダム・トーナメントでは特異な勝ち点システムを採用している。通常多くのサッカー大会では勝利3点、引き分け1点、敗戦0点であるが、本大会ではゴール数が加算される。たとえば3-3の引き分けでは両チームにそれそれ勝ち点4、4-0の勝利では勝利チームに勝ち点7が与えられる。このためより攻撃的なサッカーが推進される。
本大会はオフシーズンの開催であるので、シーズンのようなシビアな戦いにはなりにくいが、プレシーズンマッチとして各チームの戦力を占う上で価値のある大会である。
本大会で最多の4度優勝しているのはアヤックスであるがこれに次ぐ3度優勝しているのがイングランドのアーセナルである。アーセナルは本大会に倣い2007年からエミレーツ・カップを創設した。
2010年はアヤックスのチャンピオンズリーグ予選参加に伴い日程が取れずに中止となった。

## 歴代大会結果
| 回 | 年代 | 優勝                         | 準優勝                   | 3位                                | 4位                          | 備考   |
| -- | ---- | ---------------------------- | ------------------------ | ---------------------------------- | ---------------------------- | ------ |
| 1  | 1975 | モレンベーク                 | アヤックス               | フェイエノールト                   | バルセロナ                   | [ 1 ]  |
| 2  | 1976 | アンデルレヒト               | アヤックス               | ボルシア・メンヒェングラートバッハ | リーズ・ユナイテッド         | [ 2 ]  |
| 3  | 1977 | AZ                           | アヤックス               | リヴァプール                       | バルセロナ                   | [ 3 ]  |
| 4  | 1978 | アヤックス                   | アンデルレヒト           | AZ                                 | フルミネンセ                 | [ 4 ]  |
| 5  | 1979 | AZ                           | アヤックス               | アーセナル                         | ハンブルガーSV               | [ 5 ]  |
| 6  | 1980 | アヤックス                   | AZ                       | バイエルン・ミュンヘン             | ノッティンガム・フォレスト   | [ 6 ]  |
| 7  | 1981 | イプスウィッチ・タウン       | スタンダール・リエージュ | アヤックス                         | AZ                           | [ 7 ]  |
| 8  | 1982 | AZ                           | アヤックス               | ケルン                             | トッテナム・ホットスパー     | [ 8 ]  |
| 9  | 1983 | フェイエノールト             | ローマ                   | アヤックス                         | マンチェスター・ユナイテッド | [ 9 ]  |
| 10 | 1984 | アトレチコ・ミネイロ         | アヤックス               | フェイエノールト                   | ルーマニア代表               | [ 10 ] |
| 11 | 1985 | アヤックス                   | アトレチコ・ミネイロ     | アスレティック・ビルバオ           | ヴェローナ                   | [ 11 ] |
| 12 | 1986 | ディナモ・キーウ             | アヤックス               | マンチェスター・ユナイテッド       | ボタフォゴ                   | [ 12 ] |
| 13 | 1987 | アヤックス                   | トリノ                   | ディナモ・キーウ                   | ポルト                       | [ 13 ] |
| 14 | 1988 | サンプドリア                 | フラメンゴ               | アヤックス                         | ベンフィカ                   | [ 14 ] |
| 15 | 1989 | メヘレン                     | アヤックス               | スポルティングCP                   | ディナモ・キーウ             | [ 15 ] |
| 16 | 1990 | クラブ・ブルッヘ             | アヤックス               | PSV                                | メヘレン                     | [ 16 ] |
| 17 | 1991 | アヤックス                   | PSV                      | フルミネンセ                       | サンプドリア                 | [ 17 ] |
| 18 | 1992 | アヤックス                   | ローマ                   | PSV                                | ボルシア・ドルトムント       | [ 18 ] |
| 19 | 1999 | ラツィオ                     | サントス                 | アヤックス                         | アトレティコ・マドリード     | [ 19 ] |
| 20 | 2000 | バルセロナ                   | アヤックス               | ラツィオ                           | アーセナル                   | [ 20 ] |
| 21 | 2001 | アヤックス                   | ミラン                   | バレンシア                         | リヴァプール                 | [ 21 ] |
| 22 | 2002 | アヤックス                   | バルセロナ               | マンチェスター・ユナイテッド       | パルマ                       | [ 22 ] |
| 23 | 2003 | アヤックス                   | インテル                 | ガラタサライ                       | リヴァプール                 | [ 23 ] |
| 24 | 2004 | アヤックス                   | リーベル・プレート       | パナシナイコス                     | アーセナル                   | [ 24 ] |
| 25 | 2005 | アーセナル                   | ポルト                   | ボカ・ジュニアーズ                 | アヤックス                   | [ 25 ] |
| 26 | 2006 | マンチェスター・ユナイテッド | インテル                 | ポルト                             | アヤックス                   | [ 26 ] |
| 27 | 2007 | アーセナル                   | アトレティコ・マドリード | アヤックス                         | ラツィオ                     | [ 27 ] |
| 28 | 2008 | アーセナル                   | インテル                 | セビージャ                         | アヤックス                   | [ 28 ] |
| 29 | 2009 | ベンフィカ                   | アヤックス               | サンダーランド                     | アトレティコ・マドリード     | [ 29 ] |